# Reziduum
A komplex függvénytanban a reziduum a Laurent-sorok mínusz egyedik együtthatója. Fontosságát a reziduumtételnek köszönheti, ami lehetővé teszi a komplex értékű függvények komplex síkbeli görbe menti integráljának kiszámítását. Ha a görbével valós intervallumot közelítünk, akkor valós integrálok számításához is hasznos eszközt kapunk.

## Definíció

### Komplex tartományon
Legyen {\displaystyle D\subseteq \mathbb {C} } tartomány, {\displaystyle D_{f}} izolált pont {\displaystyle D}-ben és {\displaystyle f\colon D\setminus D_{f}\to \mathbb {C} } holomorf. Ekkor minden {\displaystyle a\in D_{f}} pontnak van egy pontozott környezete, {\displaystyle U:=U_{r}(a)\setminus \{a\}\subset D}, ami relatív kompakt {\displaystyle D}-ben, ahol {\displaystyle f|_{U}} holomorf. Ekkor {\displaystyle f} Laurent-sorba fejthető {\displaystyle U}-ban: {\displaystyle \textstyle f|_{U}(z)=\sum _{n=-\infty }^{\infty }c_{n}(z-a)^{n}}, és ekkor {\displaystyle f} reziduuma {\displaystyle a}-ban
{\displaystyle \operatorname {Res} _{a}(f):=c_{-1}={\frac {1}{2\pi \mathrm {i} }}\oint _{\partial U}f(z)dz}.

### Riemann-féle számgömb
A fenti definíció kiterjeszthető a {\displaystyle \mathbb {P} _{1}=\mathbb {C} \cup \{\infty \}} Riemann-féle számgömbre is. Legyen ismét {\displaystyle D_{f}} diszkrét halmaz {\displaystyle \mathbb {P} _{1}}-ben és {\displaystyle f\colon \mathbb {P} _{1}\setminus D_{f}\to \mathbb {C} } holomorf függvény. Ekkor minden {\displaystyle a\in D_{f}} mit {\displaystyle a\neq \infty }-ra legyen ugyanaz a definíció, mint az előbb. Ha {\displaystyle a=\infty \in D_{f}}, akkor a reziduumot a
{\displaystyle \operatorname {Res} _{\infty }(f):=-c_{-1}={\frac {1}{2\pi \mathrm {i} }}\oint _{\gamma }f(z)dz\,}
helyettesítéssel definiáljuk, ahol {\displaystyle \gamma } egy elég nagy sugarú, óramutató járása szerint irányított kör, és {\displaystyle c_{-1}} a Laurent-sor mínusz egyedik együtthatója.

## Tulajdonságok
- Legyen {\displaystyle D\subset \mathbb {C} } tartomány, és {\displaystyle f\colon D\to \mathbb {C} } holomorf függvény {\displaystyle a}-ban. Ekkor a Cauchy-integráltétel miatt {\displaystyle f} reziduuma {\displaystyle a}-ban nulla.
- Az integrálos ábrázolás szerint az {\displaystyle f(z)\mathrm {d} z} differenciálforma reziduumáról is beszélhetünk.
- Teljesül a reziduumtétel, hogy a zárt görbe menti integrál csak a görbén belül levő szingularitásoktól, az ottani reziduumoktól és az azok körüli körülfordulási számtól függ.

## Példák
- Ha {\displaystyle f} {\displaystyle a} egy nyílt környezetében holomorf, akkor {\displaystyle \operatorname {Res} _{a}f=0}.
- Ha {\displaystyle f(z)={\tfrac {1}{z}}}, akkor {\displaystyle f}-nek elsőrendű pólusa van {\displaystyle 0}-ban, és ott {\displaystyle \operatorname {Res} _{0}f=1}.
- A logaritmikus derivált szabálya és a linearitás miatt {\displaystyle \operatorname {Res} _{1}{\tfrac {z}{z^{2}-1}}={\tfrac {1}{2}}}, mivel {\displaystyle z\mapsto z^{2}-1}-nal elsőrendű nullhelye van {\displaystyle 1}-ben.
- A gammafüggvénynek elsőrendű pólusa van {\displaystyle -n}-ben, ahol {\displaystyle n\in \mathbb {N} _{0}} és ott a reziduuma {\displaystyle \operatorname {Res} _{-n}\Gamma ={\tfrac {(-1)^{n}}{n!}}}.

## Kiszámítása
A komplex értékű függvények reziduuma sokszor a definíciónál könnyebben is kiszámítható. Legyenek {\displaystyle f,g} komplex függvények, és keressük a reziduumot a-ban!
- A reziduumképzés lineáris {\displaystyle \mathbb {C} } mint alaptest fölött, vagyis minden {\displaystyle \lambda ,\mu \in \mathbb {C} }-re:

{\displaystyle \operatorname {Res} _{a}\left(\lambda f+\mu g\right)=\lambda \operatorname {Res} _{a}f+\mu \operatorname {Res} _{a}g}
- Ha {\displaystyle f}-nek {\displaystyle a}-ban elsőrendű pólusa van, akkor:

{\displaystyle \textstyle \operatorname {Res} _{a}f=\lim _{z\rightarrow a}(z-a)f(z)}
- Ha {\displaystyle f}-nek elsőrendű pólusa van {\displaystyle a}-ban, és {\displaystyle g} ugyanitt holomorf:

{\displaystyle \operatorname {Res} _{a}gf=g(a)\operatorname {Res} _{a}f}
- Ha {\displaystyle f}-nek {\displaystyle a}-ban elsőrendű nullhelye van:

{\displaystyle \operatorname {Res} _{a}{\tfrac {1}{f}}={\tfrac {1}{f'(a)}}}
- Ha {\displaystyle f}-nek {\displaystyle a}-ban elsőrendű nullhelye van, és {\displaystyle g} ugyanitt holomorf:

{\displaystyle \operatorname {Res} _{a}{\tfrac {g}{f}}={\tfrac {g(a)}{f'(a)}}}
- Ha {\displaystyle f}-nek {\displaystyle a}-ban {\displaystyle n}-edrendű pólusa van: :{\displaystyle \textstyle \operatorname {Res} _{a}f={\tfrac {1}{\left(n-1\right)!}}\lim _{z\rightarrow a}{\frac {\partial ^{n-1}}{\partial z^{n-1}}}[(z-a)^{n}f(z)]}
- Ha {\displaystyle f}-nek {\displaystyle a}-ban {\displaystyle n}-edrendű nullhelye van: :{\displaystyle \operatorname {Res} _{a}{\tfrac {f'}{f}}=n}.
- Ha {\displaystyle f}-nek {\displaystyle a}-ban {\displaystyle n}-edrendű nullhelye van, és {\displaystyle g} ugyanitt holomorf:

{\displaystyle \operatorname {Res} _{a}g{\tfrac {f'}{f}}=g(a)n}.
- Ha {\displaystyle f}-nek {\displaystyle a}-ban {\displaystyle n}-edrendű pólusa van: :{\displaystyle \operatorname {Res} _{a}{\tfrac {f'}{f}}=-n}.
- Ha {\displaystyle f}-nek {\displaystyle a}-ban {\displaystyle n}-edrendű pólusa van és {\displaystyle g} ugyanitt holomorf:

{\displaystyle \operatorname {Res} _{a}g{\tfrac {f'}{f}}=-g(a)n}.
- Ha a {\displaystyle \infty }-beli reziduum kell, akkor:

{\displaystyle \operatorname {Res} _{\infty }f=\operatorname {Res} _{0}\left(-{\tfrac {1}{z^{2}}}f({\tfrac {1}{z}})\right)}. Ekkor a {\displaystyle w={\tfrac {1}{z}}} helyettesítéssel:
{\displaystyle f(w)\mathrm {d} w=f({\tfrac {1}{z}})\mathrm {d} {\tfrac {1}{z}}=-{\tfrac {1}{z^{2}}}f({\tfrac {1}{z}})\mathrm {d} z}
Az {\displaystyle {\tfrac {f'}{f}}} logaritmikus derivált az elméletben is kapcsolódik a reziduumtételhez.

## Algebrája
Legyen {\displaystyle K} test, és {\displaystyle X} egy egyszerű összefüggő reguláris zárt görbe {\displaystyle K} fölött! Ekkor minden {\displaystyle x\in X} közrezárt elemhez létezik egy kanonikus leképezés:
{\displaystyle \operatorname {res} _{x}\colon \Omega _{K(X)/K}\to K,}
ami minden meromorf differenciálformához hozzárendeli az {\displaystyle x}-beli reziduumát.
Ha {\displaystyle x} {\displaystyle K}-racionális elem és {\displaystyle t} lokális uniformizálandó, akkor a reziduumleképezés explicit módon is megadható: Hogyha {\displaystyle \omega } meromorf differenciálforma és {\displaystyle \omega =f\,\mathrm {d} t} lokális ábrázolás, és még
{\displaystyle f=\sum _{k=-N}^{\infty }a_{k}t^{k}}
Laurent-sora {\displaystyle f}-nek, akkor
{\displaystyle \operatorname {res} _{x}\omega =a_{-1}.}
Ez {\displaystyle K=\mathbb {C} } esetén megegyezik a függvénytani definícióval.
A reziduumtétel analógja is teljesül:
Minden {\displaystyle \omega } meromorf differenciálformára a reziduumok összege nulla:
{\displaystyle \sum _{x\in X}\operatorname {res} _{x}\omega =0.}